# Dnipro Kherson
Le Dnipro Kherson (en ukrainien : Дніпро Херсон) est un club de hockey sur glace de Kherson en Ukraine. Il évolue dans l'UHL, le championnat ukrainien.

## Historique
Le club est créé en 1999.

## Palmarès
- Néant.